# Phragmataecia
Phragmataecia este un gen de insecte lepidoptere din familia Cossidae.

## Galerie

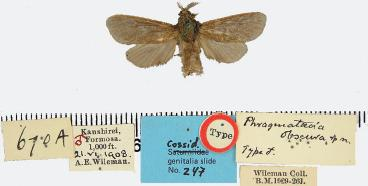
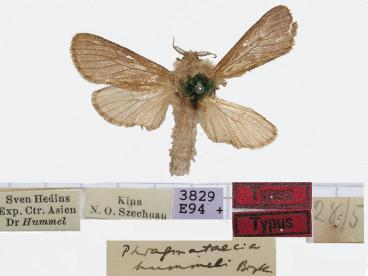
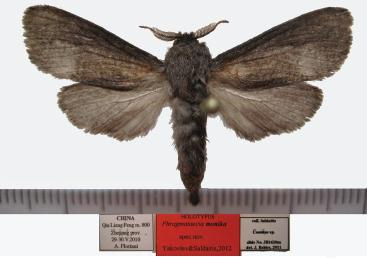

## Specii[1]
- Phragmataecia albicans
- Phragmataecia albida
- Phragmataecia andarana
- Phragmataecia argillosa
- Phragmataecia arundinis
- Phragmataecia atrireta
- Phragmataecia brunni
- Phragmataecia capucina
- Phragmataecia castaneae
- Phragmataecia cineraria
- Phragmataecia cinerea
- Phragmataecia cinnamomea
- Phragmataecia clara
- Phragmataecia dudgeoni
- Phragmataecia erschoffi
- Phragmataecia furia
- Phragmataecia furiosa
- Phragmataecia fusca
- Phragmataecia fuscifusa
- Phragmataecia grandis
- Phragmataecia gummata
- Phragmataecia hummeli
- Phragmataecia impura
- Phragmataecia innominata
- Phragmataecia innotata
- Phragmataecia irrorata
- Phragmataecia itremo
- Phragmataecia lata
- Phragmataecia leonadae
- Phragmataecia longivitta
- Phragmataecia melaina
- Phragmataecia minima
- Phragmataecia minor
- Phragmataecia minos
- Phragmataecia obscura
- Phragmataecia okovangae
- Phragmataecia pallens
- Phragmataecia pallidalae
- Phragmataecia purpureus
- Phragmataecia pygmaea
- Phragmataecia reticulata
- Phragmataecia roborowskii
- Phragmataecia rubescens
- Phragmataecia saccharum
- Phragmataecia sericeata
- Phragmataecia sicca
- Phragmataecia sordida
- Phragmataecia stigmatus
- Phragmataecia sumatrensis
- Phragmataecia terebrifer
- Phragmataecia territa
- Phragmataecia testacea
- Phragmataecia transcaspica